# 대니 밀러
대니 밀러(Danny Miller, 1991년 1월 2일 ~ )는 잉글랜드의 배우이다.